# قرقف حزين
قرقف حزين (الاسم العلمي:   Parus  lugubris) (بالإنجليزية: Sombre  Tit)‏ هو طائر ينتمي إلى فصيلة القرقفيات (الاسم العلمي: Paridae).